# StarCraft
StarCraft é um jogo de computador de estratégia em tempo real produzido pela Blizzard Entertainment, mesma criadora da série Warcraft. Foi lançado inicialmente para a plataforma PC em 1998; uma versão para Macintosh do jogo foi lançada em 1999. StarCraft também foi adaptado para o Nintendo 64 em 2000. A sequência do jogo, StarCraft II, foi anunciada em 19 de maio de 2007. Desde abril de 2017, o jogo foi feito disponível gratuitamente, como uma preparação para sua versão remasterizada, que foi lançado oficialmente em 14 de agosto do mesmo ano.
A história principal acompanha a guerra entre três espécies galácticas: os adaptáveis Terrans, a consciência coletiva artrópode Zerg e os guerreiros humanóides com tecnologia psiônica Protoss.
Foi o jogo mais vendido em 1998 e ganhou o prêmio de Melhor Jogo de Estratégia para Computador do Ano concedido pela  Academy of Adventure Gaming Arts and Design. Onze milhões de cópias de StarCraft e sua expansão StarCraft: Brood War foram vendidas desde o seu lançamento. O jogo é especialmente popular na Coreia do Sul, onde jogadores e times profissionais participam de disputas, ganham patrocínio e competem em jogos televisionados.
Apesar de tecnologicamente ultrapassado em relação aos novos jogos de estratégia que estão sendo lançados, qual sejam, Age Of Empires III, Warcraft 3 e outros, StarCraft é ainda muito jogado no modo multiplayer e existem vários servidores que o suportam.

## Descrição
StarCraft é um jogo de estratégia em tempo real que se passa no futuro, no ano de 2499, quando um cientista pensou em viajar no espaço para fazer suas experiências e levou 3 naves com prisioneiros. Eles, usando a velocidade da luz, perderam as coordenadas da Terra e acabaram caindo em 3 diferentes planetas. No dia 27 de julho de 2010 houve o lançamento de “Starcraft II” que ocorreu simultaneamente no Brasil, América do Norte, Europa, Coreia do Sul, Austrália, Nova Zelândia, Rússia, Chile, Argentina, Singapura, Indonésia, Malásia, Filipinas, e nas regiões de Taiwan, Hong-Kong e Macau. A Espera terminou e durou 12 anos.
O jogo possui três campanhas na qual se desenrola a história do jogo, cada campanha é jogada com uma raça diferente, com características únicas e enredo próprio. No Multiplayer, o jogador pode interagir com mais 7 pessoas jogando diferentes jogos em uma rede local ou pela Internet na Battle.net, um servidor próprio da Blizzard para jogos online.

### Raças
O jogo contém três raças: Protoss, Zergs e os Terranos. Cada uma delas tem unidades e construções diferentes porém muito bem equilibradas. O jogo consiste em uma extensa campanha, mapas e multiplayer. Os Terranos são a raça humana, porém sua origem vem de humanos prisioneiros de guerra que conseguiram sobreviver a queda das naves e habitar os planetas. A principal identificação dos terranos é o nível tecnológico limitado, mas o conhecimento básico com armas de fogo, e podem controlar veículos mais pesados, criando seu próprio potencial contra outras raças por conseguirem se adaptar em qualquer ambiente. Os Protoss são seres com uma inteligência muito elevada, extremamente religiosos. Possuem alta tecnologia e poderosa força militar. Sua fé os impulsiona a defender seus territórios com voracidade. Sua origem tem relações com a antiga civilização Xel'Naga. E por último os Zergs, também seres originados através dos Xel'Naga, esses foram a segunda raça desenvolvida por eles, começaram através de um parasitóide, que em pouco tempo conseguiu se transmutar e evoluir para outros seres com arquitetura biológica avançada, dando a característica principal dos zerg, a habilidade de se mutarem e sempre estarem evoluindo para superar outras espécies rivais, esses são conhecidos por dominarem a quantidade no campo de batalha e na velocidade de seus ataques, e até o famoso Zerg Rush.

## Jogabilidade
A jogabilidade em StarCraft é centrada na aquisição e controle de dois recursos, minérios e o gás Vespeno, que são necessários para construir unidades de combate e estruturas. Minerais, que são requeridos por todas as unidades normais, se apresentam sob a forma de cristais azuis brotando do solo. Eles são 'colhidos' ou 'minerados' por unidades operárias (SCV para o Terran, Drone para o Zerg, Probe para o Protoss). O gás Vespeno, que é requerido para unidades avançadas e melhorias, aparece com um gêiser com nuvens verdes irrompendo dele. Uma estrutura particular (Refinary para Terran, Extractor para Zerg, Assimilator para Protoss) deve ser construída antes que as unidades operárias possam colher o gás.
Cada jogador pode ter apenas um limitado número de unidades por vez, toda unidade possui uma taxa de suporte correlacionada com sua força de combate. Os jogadores devem manter unidades de suporte suficientes (Supply Depots para Terran, Pylons para Protoss, e Overlords para Zerg) a fim de suprir seus exércitos, para que não se tornem temporariamente desabilitados a produzir unidades adicionais. Nos jogos padrões, a quantidade máxima de suporte que pode ser usada de cada vez é 200.
Os jogadores usam seus recursos para construir estruturas. Algumas estruturas morfam, treinam ou "transdobram" unidades, enquanto outras melhoram os exércitos dos jogadores ou permitem criar unidades e construções mais avançadas. Administração dos recursos, expandir para controlar a localização dos recursos, ofensa efetiva e táticas de combate defensivos são a chave para a vitória. Os tipos de unidades disponíveis para cada espécie definem sua identidade racial. Os Protoss possuem guerreiros e maquinários poderosos e caros, enquanto os Zerg contam com numerosas unidades e velocidade para sobrepujar seus oponentes. Os Terrans são a alternativa versátil e flexível de ambas as raças, provendo um meio-termo entre especialização e combate combinado. Nenhuma espécie tem uma grande vantagem sobre outra.

### Multiplayer
O serviço de Internet da Blizzard Battle.net permite jogos multiplayers on-line sem nenhum custo adicional. Muitos fãs, especialmente jogadores casuais, se divertem jogando em grupos contra oponentes controlados pelo computador em jogos chamados "comp stomp". Enquanto jogadores experientes geralmente não acham a inteligência artificial do jogo desafiadora, os fãs criaram mapas que são vantajosos para o computador e podem se extremamente difíceis para vencer. Até oito lugares podem ser preenchidos em um jogo quando jogado na Battle.net ou por LAN, quatro com conexão direta por cabo, e dois jogadores com conexão por modem. Em jogos cooperativos, muitas pessoas podem jogar no mesmo time, controlando as mesmas unidades, ou em times diferentes que são aliados e não atacam uns aos outros. Clãs reúnem grupos de pessoas para jogos competitivos em time. O envolvimento do clã abrange desde amizade casual até reuniões marcadas e torneios. Em jogos multiplayer, alguns jogadores usam versões modificadas ou "hackeadas" de StarCraft para obter vantagens desleais. As pessoas também usam programas chamados de "bots" para ganhar vantagens desleais como invulnerabilidade, retirar a névoa da guerra, recursos infinitos, e outras maneiras desleais para vencer. A Blizzard se esforça para detectar e banir aqueles que modificam seus programas, e vários programas "anti-hacks" de terceiros estão sob constante desenvolvimento para prevenir esses hacks. Em 2003, a Battle.net fechou mais de 400 mil contas por uso de trapaças e hacks.
O mais competitivos jogos de alto-nível realizados fora da cena profissional coreana estão em torneios "privados" como a "PGTour" (Pro Games Tour) ou "WGTour" (World Gamers Tour). Esses torneios utilizam pacotes específicos de mapas (a maioria tirada das pró-ligas coreanas como MSL e OSL), programas para prevenir trapaças, times de administradores, e algumas vezes até um servidor privado (como o Bnet-X da PGTour) para reforçar o jogo limpo. Desde o final de julho de 2006, com o lançamento da atualização 1.14, a Blizzard removeu a opção de torneio de todos os portais, salvo o da Europa, o qual é agora mantido em cooperação com a "WGTour".
A partir da versão 1.08, o StarCraft permite ao jogador gravar o jogo e salvá-lo como um replay, que pode ser visto por qualquer um que tenha o StarCraft, mostrando todo curso do jogo. Os replays permitem o estudo das táticas dos jogadores, assim replays de nível profissional são raramente lançados para proteger os segredos dos times e para se adequarem as políticas da pró-liga. Os fãs desenvolveram programas como BWChart e Lasgo's Observer para analisar os replays em detalhes e computar estatísticas como o número de ações por minuto (APM). Alguns replays são acompanhados de comentários por áudio gravado pelo jogador ou um observador experiente em tempo real ou durante uma exibição posterior. Quando um arquivo de áudio é produzido usando programas de terceiros, o espectador precisa sincronizar manualmente o áudio com o replay. Alternativamente, aplicações auxiliares como o RWA garantem a sincronização. Os replays são algumas vezes retirados ilegalmente de transmissões televisivas coreanas ou da internet. Esses vídeos geralmente vem no formato ASF para o Windows Media Player ou no formato WMV. Por serem comprimidos com o codec MPEG-4 em um arquivo pequeno, sua qualidade do vídeo é menor que a dos replays.

## Tecnologias e Construções
Com o progresso no StarCraft, a tecnologia e as construções que estão disponíveis se expandem. Existem dois tipos diferentes de construções: básicas e avançadas. Para habilitar as construções mais avançadas, o jogador precisa "escalar a árvore tecnológica" e construir as estruturas que são pré-requisitos primeiro. Para obter tecnologias superiores, o jogador precisa comprar certas melhorias, construir certas construções ou adicionar certas conexões às estruturas antes de ser permitido acesso a elas. A destruição de qualquer uma dessas estruturas resulta na redução do número de construções permitidas, dependendo do que foi destruído. As construções para cada espécie são:
Terran - Command Center (Se conecta ao Nuclear Silo ou Comsat Station), Supply Depot, Barracks, Refinery, Engineering Bay, Academy, Missile Turret, Bunker, Factory (Se conecta ao Machine Shop), Armory, Starport (Se conecta a Control Tower) e Science Facility (Se conecta ao Physics Lab ou Covert Ops).
Zerg – Hatchery (Evolui para Lair, e depois Hive), Spawning Pool, Evolution Chamber, Extractor, Creep Colony (Evolui para Sunken Colony ou Spore Colony), Hydralisk Den, Spire (Evolui para Greater Spire), Queen’s Nest, Defiler Mound, Ultralisk Cavern e Nydus Canal. Os Zerg podem ainda capturar um Terran Command Center e transformá-lo em um Infested Command Center.
Protoss – Nexus, Pylon, Assimilator, Forge, Gateway, Shield Battery, Cybernetics Core, Photon Cannon, Citadel of Adun, Stargate, Robotics Facility, Templar Archives, Arbiter Tribunal, Robotics Support Bay, Observatory e Fleet Beacon.
As melhorias incluem aumento no dano, defesa, que geralmente se aplicam a uma classe de unidades, como também melhorias que se aplicam a uma unidade específica, como aumento de velocidade, energia, capacidade de carga, dispositivo de invisibilidade ou uma arma especial.

## StarCraft Campaign Editor
O jogo incluí o programa StarCraft Campaign Editor (também conhecido como StarEdit). O sistema do editor de mapas permite aos usuários modificar radicalmente mapas e criar cenários configuráveis. A comunidade de StarCraft construiu novos editores e funcionalidades que garante aos usuários ainda mais poder para modificar o jogo. A companhia Microstar vendeu um CD como novos níveis criados com a tecnologia do StarEdit, mas foi forçada a parar quando a Blizzard venceu o caso na corte judicial contra sua distribuição.
Cenários são geralmente jogos de batalha ou User Map Settings (UMS). Jogos de batalha começa com todos os jogadores em uma localização aleatória com apenas sua estrutura base principal (command center, hatchery ou nexus) e quatro unidades mineradoras. Esse é o mais popular tipo de jogo, usado em torneios. A maiorias dos jogos de batalha casual são jogados nos "money maps", mapas com quantidades extremamente altas de recursos imediatamente disponíveis. Os depósitos minerais e de gás são geralmente colocados na capacidade de 50 mil ou mais unidades, eliminando assim a necessidade de expandir em busca de recursos. Money maps tem sido criticados por falhar ao desafiar jogadores a desenvolver habilidades chaves como ordem de construções e se expansão, favorecendo jogadores mais fracos. Os defensores dos money maps dizem que o jogo ainda requer estratégia e habilidade. No entanto, nenhuma liga profissional existe para money maps.
Jogos Use Map Settings são menos estruturados e normalmente incorporam o uso de configurações especializadas que mudam a jogabilidade. Cenários baseados em 'gêneros' tem surgido, incluindo mapas de defesa, diplomacia, RPGs, dentre outros. Campanhas single-player, longos cenários jogados em uma sequência de mapas que foram editados junto com o StarEdit, ganharam proeminência. Seguindo o caminho trilhado por Antioch Chronicles, muitas campanhas incluem modificações que adicionam novos "heróis". Criadores de mapas construíram novos arquivos de arte, adicionando unidades e personagens completamente novas, o que o StarEdit não pode fazer. Campanhas populares incluem Campaign Creations' The Fenix,  Legacy of the Confederation, Life of a Marine, e StarCraft.org's official campaigns, The Shifters e Fields of Ash.
Editores de terceiros mais poderosos, incluindo StarCraft X-tra Editor, StarForge, e SCMDraft, permite aos usuários "empilhar" múltiplos locais de minério e construções em cima de outros, mudar a cor do jogador, usar scripts escondidos de inteligência articial, proteger o mapa de roubo comum, rodar sons direto do CD do StarCraft, mudar a cor do texto, e comprimir o mapa. Alguns mapas e cenários configuráveis, incluindo StarCraft: Insurrection and StarCraft: Retribution foram lançados comercialmente via terceiros. Essas adições foram criticadas pelas missões pobres e não venderam bem.

## Remasterização
Em março de 2017, a Blizzard anunciou que o jogo seria relançado em sua versão remasterizada para PC. StarCraft: Remastered foi oficialmente liberado em 14 de agosto de 2017.

## Enredo e cenário

### Cenário
No futuro distante, humanos exilados lutam pela sobrevivência nos confins da galáxia, e um governo terráqueo unificado foi formado através de espionagem, fraude e força militar. Seus recursos começaram a ficar escassos, e eles iniciam a procura nos mundos de seus vizinhos misteriosos, os Protoss. No meio desses eventos, os Zerg começam uma invasão aos mundos dos Terrans, e uma guerra contra os Protoss.

### Enredo
O enredo do StarCraft gira em torno da civilização Terran no Setor Koprulu, fundada pelos primeiros prisioneiros exilados da Terra. A mais poderosa facção Terran é a Confederação Terran. Ela sofre oposição de outras facções como a organização paramilitar "Filhos de Korhal". A chegada dos Zerg, liderados pelo Zerg Overmind e seus Cerebrates, complicam imensamente os negócios dos Terrans. O enxame Zerg é seguido de perto por uma frota dos Protoss que queima qualquer mundo que os Zerg infestam. A frota Protoss é liderada pelo High Templar Executor Tassadar.

## A História
Protoss
Há muito tempo existia uma raça misteriosa chamada Xel Naga. Os Xel Naga eram uma raça pacífica e avançada que vivia em “naves-mundo” e buscava a pureza da essência. Em uma tentativa de atingir essa pureza, usaram o misterioso cristal “Khaydarin”, criando, assim, uma raça que chamaram de Protoss (significa “o primeiro”), a qual viria a ser uma raça humanóide muito inteligente e avançada tecnologicamente.
Zerg
Com o correr dos anos, os Protoss começaram a se dividir em tribos e a brigar entre si, distanciando-se de seus criadores. Os Xel Naga então, desapontados com o que ocorria, procuraram o planeta Zerus para criar uma nova raça. Eles criaram inicialmente um pequeno “drone” um inseto que reagia estranhamente ao cristal “Khaydarin”. Para evitar os mesmos problemas dos Protoss, os Xel Naga criaram o Overmind, uma entidade que controlaria todo o enxame. Em seguida criaram os Cerebrates, delegando a cada um deles o controle sobre determinado número de Zergs. Cada Zerg teria uma função definida dentro do enxame (defesa, ataque, etc). Os Xel Naga deixaram vários desses drones em Zerus para que se desenvolvessem, voltando após um longo tempo para analisar os resultados. O Overmind, sentindo a presença de seus criadores, misteriosamente lança um ataque poderoso contra os Xel Naga extinguindo, assim, sua raça. Após isso os Zergs começaram a expansão para dominarem vários planetas.
Terran
Os Terrans (terranos) são humanos, terráqueos. Por volta do ano de 2200, o planeta Terra estava cheio de problemas. Foi então que começou a colonização do espaço, inicialmente pela Lua e, em seguida, avançando em grande velocidade. Um jovem cientista liderava uma pesquisa para aumentar o potencial psiônico (psi). Ele levou em uma viagem pelo espaço vários prisioneiros que serviriam de cobaias nessa pesquisa, utilizando-se de grandes naves. Após inúmeros problemas e a 60 mil anos luz de sua terra natal eles perderam as coordenadas da Terra. Presos no meio do espaço, sem ter como voltar, viram-se forçados a aterrissar em qualquer planeta próximo que encontrassem. Deste modo cada nave acabou por pousar em um planeta diferente.Os planetas eram:
Tarsonis, Moria e Umoja. Seus tripulantes foram obrigados a sobreviver no ambiente hostil que encontraram e, após muito tempo, acabaram por se adaptar bem à vida longe da Terra. Formaram colônias e a maior, Tarsonis, formou um governo chamado Confederação Terrana.

### Primeiro Episódio

#### Campanha Terran
Enquanto travavam conflitos entre eles, os Terrans acabaram tomando conhecimento de uma raça de alienígenas que havia começado uma invasão aos seus planetas. Tal raça alien era conhecida como Zerg, sendo estas criaturas vorazes e extremamente agressivas.
Além do grande poderio militar, a Confederação também contavam com uma bio-tecnologia avançada e realizavam diversos experimentos em cobaias humanas, o que culminou por gerar alguns poderosos guerreiros genéticamente alterados.
Os Filhos de Korhal, uma organização comandada pelo Carismatico ex-explorador Arcturus Mengsk, constituíam o segundo maior grupo Terran, sendo o único que efetivamente fazia frente à Confederação. Apesar disto, a Confederação era ainda tremendamente mais numerosa e bem-estruturada que os Filhos de Korhal, os quais não tinham de fato chance se a guerra fosse direta. Porém, utilizando-se de estratégias específicas, os Filhos tomaram a dianteira no conflito. Primeiramente, resgataram de uma prisão dois poderosos aliados - o marine (Soldado) Jim Raynor e a ghost (Fantasma) Sarah Kerrigan (ghost é uma unidade biológica do jogo, assim como um soldado, mas com capacidade de controlar os poderes psiônicos). Sarah era uma das melhores ghost em atividade e juntos conseguiram salvar dos Zergs o general Duke, que apesar de pertencer originalmente à Confederação, converteu-se após ser salvo e lutou ao lado de Mengsk contra o seu ex-grupo, mostrando-se um forte aliado.
Para aumentarem seu poder tecnológico, os Filhos enviaram Jim Raynor e uma equipe de elite em uma operação através das bases dos Confederados para roubar discos que continham dados sobre armas. Nesta missão, encontraram um disco contendo dados de um estranho gerador chamado "psi-emitter", capaz de gerar energia parecida com a psíquica dos ghosts, mas em grande quantidade. Foi descoberto que a raça Zerg foi atraída por essa energia, e foi isso que os trouxe às colônias Terran.
Neste interím, a raça de alienígenas super-inteligentes Protoss acaba tomando conhecimento de que os Zergs haviam iniciado uma infestação ao planeta Mar Sara, e realizaram seu procedimento-padrão nestas situações: incineraram o planeta, assim matando todo tipo de vida existente nele.
Os Filhos de Korhal, então, instalam um psi-emitter(emissor psiônico) nas principais bases dos Confederados no planeta Tarsonis, com o intuito de atrair grandes hordas de Zergs a elas. O plano surte resultado, e bilhões de Zergs marcham para as bases... mas os Protoss, mesmo que desavisados sobre isto, entraram no caminho dos Filhos de Korhal e preparam-se para dizimar os Zergs marchantes como haviam feito em Mar Sara. Numa rápida ação para impedir o fracasso do plano, Mengsk manda seu exército com Kerrigan a liderá-los numa operação emergencial para impedir que os Protoss exterminassem os Zergs em Tarsonis, assim assegurando o ataque às bases Confederadas. A ação empreendida por Kerrigan e seus homens é eficaz e bem-sucedida. Os Protoss são destruídos e, com isto, o avanço dos Zergs não encontra impedimentos. Os soldados retiraram-se rapidamente sob as ordens de Mengsk, abandonando Kerrigan à mercê dos zergs sem nenhum sentimento de culpa.
A Confederação é destruída. Jim Raynor, tomando conhecimento de que Kerrigan havia sido abandonada no planeta para morrer, torna-se inimigo declarado de Mengsk. Duke, sabendo disso, ativa o Íon Cannon (Canhão de Íons), uma arma com poder destrutivo suficiente para eliminar qualquer alvo que tentasse empregar fuga. Jim Raynor vê-se então em combate contra seus antigos aliados mas, ao final do embate, ele e seus soldados conseguem destruir o Íon Cannon e escapam ilesos de Tarsonis.
De qualquer maneira, após sua vitória sobre a Confederação, Mengsk consagra-se o “'Imperador Terrano” e muda o nome de sua organização de Filhos de Korhal para Terran Dominion(Supremacia Terrana).

### Segundo Episódio
Campanha Zerg
O Overmind está com vários planos, entre eles um ovo que precisa ser chocado e na qual vai nascer um dos seres mais fortes do universo. Raynor e seus soldados são mandados para o planeta Char (Char é o planeta adotado pelos Zergs nesse sistema estrelar , até agora não se sabe aonde fica o planeta natal deles “Zerus”), Terran Dominion manda uma parte de seu exercito comandada por Duke. Tendo esses inimigos o ovo precisava ser protegido, após várias batalhas finalmente o ovo choca e nasce a...”Infested Sarah Kerrigan”(Sarah Kerrigan Infestada ou Rainha das Lâminas), ela não teria sido morta pois o "Overmind"(Supermente) vendo o tanto de energia psi que essa mulher tinha, decidiu não matar ela mas sim incorpora-la em seu enxame. Jim Raynor que estava atacando uma das colmeias Zergs vê na hora que Kerrigan nasce...ele não entende muita coisa apenas vê aquela antiga Kerrigan de uma forma bem grotesca e mais poderosa, Kerrigan diz o que se tornou e o que quer, apesar disso ela diz que não valeria a pena matar o Jim nessa hora e então deixou que ele fugisse.
Algum tempo depois os Zergs são atacados pelos Protoss comadados pelo "High Templar" (Templário supremo) Tassadar, esse Templar distrai a Kerrigan para um “duelo” mas tudo não passava de uma ilusão de Tassadar enquanto isso os Protoss usaram poderosos soldados chamados "Dark Templars" (Templário das sombras) comandados pelo Dark Templar “Zeratul” (Dark Templars e High Templars são coisas diferentes) para matar um dos "Cerebrates"(Cerebrados Zerg), esses guerreiros possuíam uma espada que emanava uma energia aonde só eles poderiam assassinar o Overmind/Cerebrates. Quando um Cerebrate morre, todos aqueles Zergs que eram dele ficam sem comando, chamados de “Zergs Renegados” como estão sem comandos eles atacam os Zergs originais e então precisam ser mortos.Porém, a supermente entra em contato com Tassadar e descobre seu planeta natal Aiur. Os Zergs lançam um rápido contra ataque eliminando todas as formas de vida Protoss/Zergs Renegados em seu planeta mas alguns Protoss como Tassadar e o Dark Templar Zeratul conseguem fugir, então chegou a próxima fase do plano: invadir Aiur o planeta natal dos Protoss. Todo o enxame Zerg foi transportado telecineticamente através do tempo para Aiur, o Overmind então recupera uma parte do poderoso cristal “Khaydarin” e usa em cima de um templo Xel Naga em Aiur para que ele pudesse se manifestar ali. Então o Overmind se manifesta em Aiur e todo o enxame Zerg começa o seu ataque de forma devastadora nos Protoss.
Ps: essa parte da história é um pouco complicada, o Overmind sendo um personagem do jogo na qual que não pode andar (já que ele é um cérebro gigante) ele teve que fazer tudo isso para se movimentar do planeta Char até Aiur. No cinematic do jogo aparece um meteoro caindo em Aiur e depois que ele cai, ele cresce virando o mesmo Overmind em Aiur que ele era em Char.

### Terceiro Episódio
Campanha Protoss
O Judicador Aldaris um dos líderes Protoss diz que Tassadar traiu seu povo pois a sua ordem era barrar o avanço dos Zergs no setor dos Terrans mas Tassadar foi além disso e chegou a atacar os Zergs em seu próprio planeta. O Conclave Protoss pediu pare que as forças de Aldaris concentrem-se na defesa do planeta e só depois pensem em um contra-ataque.
Aldaris manda seus exércitos reforçar as barreiras de uma província Protoss chamada Antioch e lá encontrar-se com o Zealot Fênix , eles conseguem reforçar suas defesas com sucesso. No dia seguinte Tassadar entra em contato com Fênix e Aldaris, ele fala rapidamente que apesar das ordens ele se sentiu obrigado a ficar já que ele percebeu um psi muito forte que emanava do planeta Char, chegando lá ele acabou encontrando os antigos Dark Templars do povo Protoss. Aldaris diz que é um herege ao se unir com os Dark Templars pois eles são Protoss que foram banidos de seu antigo povo, porém Tassadar diz que aprendeu muito com o Dark Templar Zeratul “Ele me explicou que se você matar os cerebrates, com certeza o enxame Zerg cairá.
Aldaris diz que dessa vez vai confiar em Tassadar e então prepara um ataque em um dos Cerebrates, eles atacaram com força total mas o Cerebrate reencarnou, Aldaris diz que Tassadar mentiu e isso é uma traição muito grave, ele pede então para Fênix que defenda a província de Scion. Essa província foi protegida mas essa vitória teve um preço alto...Fenix acabou morrendo em batalha então Aldaris mandou uma ordem para procurar e prender Tassadar.
Chegando uma pequena de tropa de Aldaris no planeta Char, eles vêem que Tassadar está ao lado de um humano chamado Jim Raynor na qual está lhe ajudando, Tassadar explica o que está acontecendo, que o ataque de Aldaris falhou porquê somente as energias que emanam dos Dark Templars podem derrotar o Overmind e seus Cerebrates, pede para ajudá-lo a encontrar os Dark Templars e diz que após isso com toda a vontade ele se submetera ao julgamento da Conclave. Essa tropa de Aldaris se revolta contra ele e resolve ajudar Tassadar e Raynor, Aldaris ainda continua dizendo que Tassadar pagará pelos seus atos.
Tassadar então acha Zeratul e seus Dark Templars em uma base Terran perdida pelo planeta Char, apesar de sua raiva por ter sido exilado de seu planeta, Zeratul diz que ajudará Tassadar em Aiur. Chegando lá eles encontram FENIX que não havia morrido pois seu corpo teria sido recuperado e ele foi reconstruído em um Dragoon (Zealots que morrem, quando seu corpo é recuperado eles são transformados em Dragoon). Fênix, Zeratul, Tassadar e mais alguns Protoss lutam contra seus próprios irmãos: a Conclave. Eles destroem uma das principais bases da Conclave e então Tassadar é levado ao julgamento, enquanto isso os Dark Templars desaparecem , Fênix fica um pouco em duvida quando a credibilidade deles, Raynor aparece para ajudar Fênix a resgatar Tassadar pois segundo ele, ele tem um “débito” á pagar ao Tassadar, Fênix diz que concorda para que esse humano ajude. Eles partem para a guerra enquanto estão salvando Tassadar de sua prisão, Zeratul aparece para ajudar e dá uma lição de moral em Aldaris. Agora eles partem para o que devia ser feito antes, matar os Cerebrates. Eles matam um dos Cerebrates, isso fez com que quebrasse as defesas do Overmind e o deixasse vulnerável, isso fez com que Aldaris mudasse sua opinião e admitisse que Tassadar estava certo.
Todos os Protoss partem para a guerra final contra o Overmind.. os exércitos Protoss do Zeratul, Tassadar, Fênix e até o grupo de Terrans do Jim Raynor atacam juntos contra o Overmind. Apesar do Overmind estar enfraquecido, Tassadar vendo que eles não iriam vencer fez um ato nobre, concentrou as energias dos Dark Templars no casco da sua nave Ganthirtor (É um Carrier) e explodiu em uma grande bola de energia matando a si mesmo e o Overmind junto.
Epílogo
Após a morte do Overmind um grande silencio ficou no campo de batalha. Os enxames Zergs estavam caídos e desesperados. Essa batalha custou muitas vidas dos Protoss, o seu planeta Aiur está em puras ruínas e eles não sabem que futuro os aguarda. Em um lugar distante de alguma galáxia, Kerrigan está esperando o momento de sua ascensão que está apenas em suas mãos.

## Desenvolvimento
Warcraft II, uma produção anterior da Blizzard, foi criticado pela similaridade entre suas duas raças com exceção sendo apenas pequenas diferenças no custo de magias e melhorias. Parecido com o jogo de simulação de estratégias War Wind, StarCraft implementou assimetrias decisivas entre suas raças. Os avanços incluem sprites e cenários pre-renderizados usando 3D Studio Max. Uma visão isométrica foi usada, diferente da perspectiva de cima de Warcraft II. Música com qualidade de CD e dubladores profissionais também foram utilizados.
Um grupo de escritores do Fórum de Sugestões de StarCraft, chamado Operation CWAL (Can't Wait Any Longer - Não podemos esperar mais), foi formado em 1997 e tentou "liberar" uma cópia final não autorizada de StarCraft. A cópia parecia obviamente completa apesar dos numerosos atrasos por parte da Blizzard Entertainment. A empresa fez um agradecimento especial ao grupo no manual do jogo e usou seu nome como um código de trapaça. Operation CWAL no jogo solo beneficia o jogador com construções mais rápidas.
A expansão Brood War lançada pela Blizzard em 2000 adicionou diversas unidades novas e uma nova campanha para cada raça, continuando a história original de StarCraft e alterando a jogabilidade. Brood War permitiu a produção de unidades, como os "Dark Templar", que em StarCraft eram apenas disponíveis no começo das missões solo, e criou melhorias exclusivas para unidades em todas as três raças. Apesar disso, no começo, as três raças ficaram ligeiramente desbalanceadas em poder quando o jogo foi lançado, o pacote de expansão e vinte e duas atualizações, quatro delas alterando a jogabilidade, foram lançadas a pedido dos jogadores para corrigir esse problema.

## Versões e sequências
Em 2000, StarCraft 64 foi lançado para o Nintendo 64. O jogo continha todos os mapas do jogo original e da expansão Brood War, como também algumas missões exclusivas, como dois diferentes tutoriais e StarCraft Resurrection IV. O jogo também requeria o cartão de expansão de memória do 64. Essa versão não foi tão popular quanto a do PC, talvez pela dificuldade em controlar o cursor se comparado ao mouse, e a falta de um multiplayer online (no entanto, o modo de multiplayer como tela dividida foi incluso). Os diálogos durante a introdução das missões também foram omitidos assim como os vídeos foram encurtados. A Blizzard tinha previamente considerado lançar uma versão para PlayStation, mas no final ficou decidido que o jogo seria transportado para o Nintendo 64.
A Blizzard tem trabalhado em um jogo de tiro em terceira pessoa, StarCraft: Ghost, originalmente marcado para ser lançado em 2003, mas foi repetidamente postergado até 2006, e por fim atrasado indefinidamente. Apesar de alguns jogadores receberem bem o conceito, a mudança de gênero de estratégia em tempo real para ação furtiva e a ausência de uma versão para computador provocou protestos entre os fãs. Em março de 2006, o desenvolvimento de StarCraft: Ghost foi posto em espera indefinidamente, enquanto os produtores consideram a próxima geração de consoles.
No início de 2007, a Blizzard anunciou que já estava em fase de produção a sequencia de StarCraft, para ser lançada em 2010. A nova versão, em fase de closed beta testing, utilizará gráficos 3D como os dos jogos mais recentes da Blizzard, e muito se espera dos seus cinematics e do seu poderoso editor de mapas.

## Recepção
StarCraft foi o número um em vendas de jogos para PC em 1998, vendendo mais de 11,5 milhões de cópias em todo mundo. Em 2006, mais de um terço das vendas, ou 3,5 milhões de cópias, foram vendidas na Coreia do Sul. A Battle.net, serviço de multiplayer on-line da Blizzard, cresceu mais de 800% desde o lançamento do jogo. StarCraft continua sendo um dos mais populares jogos online em todo o mundo.
StarCraft, no começo de 2006, recebeu uma estrela no chão do prédio Metreon como parte da Walk of Game, uma parte do edifício dedicado a jogos, em São Francisco. O site IGN classificou o jogo como o sétimo melhor entre o jogos de todos os tempos, em ambas as edições de 2003 e 2005, chamando o de melhor "jogo de estratégia em tempo real já feito". Foi também eleito como o 2º melhor entre os jogos de computador, atrás apenas de Civilization. Outro site, Gamespot, nomeou o StarCraft como um dos melhores jogos de todos os tempos.
Não sem críticas, por existir desde 1998 o jogo sofre de uma baixa resolução, conseguindo atingir 640x480 sendo considerado ultrapassado em relação aos jogos atuais. Também foi notado desde seu lançamento o "problema" do "rush" e do "cheese". O rush é o termo usado no StarCraft quando o jogador faz um ataque rápido, entre 3 e 5 minutos de jogo, surpreendendo o adversário que geralmente não teve tempo suficiente para construir seu exército e o cheese é o termo usado quando o jogador faz uma "jogada ensaiada" para ganhar do adversário aproveitando brechas das boas estratégias adversárias mais usadas, geralmente quando o "cheese" não funciona o jogador que o fez fica em desvantagem estratégica. Apesar das critícas, o "rush" e o "cheese" não deixam de ser considerados aspectos de jogabilidade e estratégia do jogo.

### Legado
Depois de seu lançamento, StarCraft cresceu em popularidade na Coreia do Sul, estabelecendo na cena profissional de jogos com sucesso. Jogadores profissionais coreanos são estrelas na TV. Os jogos de StarCraft são transmitidos em três canais dedicados a cena profissional de jogos. Os jogadores profissionais ganharam contratos televisivos, patrocínios, e prêmios de torneios. O jogador mais famoso, Lim Yo-Hwan (conhecido em jogo como SlayerS_`BoxeR`) ganhou um fã clube com mais de meio milhão de pessoas. Jogadores profissionais dedicam muito tempo jogando StarCraft para se preparar para as ligas mais competitivas. Lee Yun-Yeol, um jogador da raça Terran conhecido como [Red]Nada, reportou ganhos em 2005 de U$ 200 mil.

### A Marca
Além dos numerosos trabalhos de ficção de fãs situado no universo de StarCraft, foram lançados diversos romances e livros eletrônicos virtuais (eBooks). As obras incluem StarCraft: Uprising (eBook apenas), StarCraft: Liberty's Crusade, StarCraft: Shadow of the Xel'Naga, StarCraft: Speed of Darkness, StarCraft: Queen of Blades e StarCraft Ghost: Nova. A editora Simon & Schuster anunciou a publicação de para final de maio em 2007 e a publicação do segundo livro da série para novembro do mesmo ano.
Uma variedade de produtos utilizando a marca do StarCraft foram lançados na Coreia do Sul, incluindo: bebidas, batatas chips, cartões telefônicos, dentre outros.
A Blizzard Entertainment autorizou dois contos na revista Amazing Stories, intitulados StarCraft: Hybrid e StarCraft: Revelations. A Blizzard também licenciou à Wizards of the Coast para publicar um suplemendo de RPG, chamado StarCraft Adventures, para o cenário Alternity no universo de StarCraft. Até revistas de mangá e bonecos foram feitos no universo de StarCraft. Um CD também foi lançado com 2 faixas do jogo e 11 trabalhos originais de músicos coreanos. Um jogo de tabuleiro intitulado StarCraft the Board Game está em desenvolvimento.

## Expansão
Posteriormente ao seu lançamento, foi lançado um pacote de expansão, chamado Brood War Expansion Set. O pacote continua a história do jogo original, com missões, unidades e construções acrescidas para cada raça do jogo.